# Тунлін
Тунлін (кит. спр. 铜陵市, піньїнь: Tónglíng Shì) — місто-округ в китайській провінції Аньхой. 

## Географія
Тунлін розташовується у центрально-південній частині провінції.

### Клімат
Місто знаходиться у зоні, котра характеризується вологим субтропічним кліматом. Найтепліший місяць — липень із середньою температурою 28.6 °C (83.5 °F). Найхолодніший місяць — січень, із середньою температурою 3.5 °С (38.3 °F).
| Клімат Тунліна          | Клімат Тунліна | Клімат Тунліна | Клімат Тунліна | Клімат Тунліна | Клімат Тунліна | Клімат Тунліна | Клімат Тунліна | Клімат Тунліна | Клімат Тунліна | Клімат Тунліна | Клімат Тунліна | Клімат Тунліна | Клімат Тунліна |
| Показник                | Січ.           | Лют.           | Бер.           | Квіт.          | Трав.          | Черв.          | Лип.           | Серп.          | Вер.           | Жовт.          | Лист.          | Груд.          | Рік            |
| Середня температура, °C | 3,5            | 4,9            | 9,6            | 16             | 21,3           | 25             | 28,6           | 28,4           | 23,4           | 17,9           | 11,7           | 5,6            | 16,3           |
| Норма опадів, мм        | 41.4           | 71.8           | 109            | 147            | 164.5          | 208.8          | 182.4          | 116.8          | 93.2           | 71.5           | 59.9           | 35.5           | 1301.8         |
| Днів з опадами          | 9,4            | 11,1           | 14             | 14,6           | 13,5           | 12,1           | 11,7           | 10,6           | 10,4           | 9,6            | 9,7            | 8,6            | 135,3          |
| Вологість повітря, %    | 73.7           | 75.1           | 76.1           | 77.4           | 76.9           | 79.1           | 79.9           | 78.5           | 79             | 76.6           | 74.7           | 72.5           | 76.6           |
| ----------------------- | -------------- | -------------- | -------------- | -------------- | -------------- | -------------- | -------------- | -------------- | -------------- | -------------- | -------------- | -------------- | -------------- |
| Джерело: Weatherbase    |                |                |                |                |                |                |                |                |                |                |                |                |                |